# 蔚山総合運動場
蔚山総合運動場（ウルサンそうごううんどうじょう）は、大韓民国の蔚山広域市にある多目的競技場である。

## 概要
2005年に完成。収容人員は19,431人である。現在では主にサッカーに使用され、2016年までNリーグの蔚山現代尾浦造船のホームスタジアムとして使用されていた。
廃部に伴いしばらくホームとして使用するチームがなかったが、K3リーグに2019年新規加入する蔚山市民サッカークラブのホームとして使用される。
2007 FIFA U-17ワールドカップの会場のひとつ。
2019年7月からはKリーグ1の蔚山現代FCが蔚山文殊サッカー競技場に代わるホーム会場としても使用することになり、蔚山現代ホームゲームでは北側トラックに仮設スタンド席を用意することになっている。
なお、屋根は南スタンドを除き3方向にU字型に作られているため、アウェースタンド以外は雨に濡れず観戦が可能である。